# Ceiba speciosa
Espèce
Ceiba speciosa est une espèce d’arbres de la famille des Malvaceae, à feuillage caduc, originaire des régions tropicales et subtropicales d’Amérique du Sud, où il est connu sous le nom de palo borracho (bâton ivre) ou árbol botella (arbre bouteille). Ces surnoms font référence à la forme du tronc, contournée dans sa partie supérieure et fortement ventrue dans sa partie inférieure. Outre la qualité ornementale de ses grandes fleurs roses, cet arbre est cultivé pour son bois, pour la fibre cotonneuse qui entoure les graines et pour l'huile obtenue à partir de ces dernières.

## Habitat d’origine
L’aire d’origine de Ceiba speciosa couvre le nord-est de l’Argentine, l'est de la Bolivie, le sud-est du Pérou, le Paraguay, l’Uruguay et le sud du Brésil. Il résiste bien à la sécheresse et au froid modéré.

## Description
Haut de 6 à 12 mètres (bien qu’il puisse atteindre 25 mètres de hauteur dans certaines conditions), Ceiba speciosa possède un tronc caractéristique en forme de bouteille, couvert de grosses épines coniques, et qui peut atteindre 2 mètres de circonférence. Le tronc est vert chez les arbres jeunes, puis devient gris avec l’âge. Les feuilles, caduques, sont constituées de cinq à sept grands folioles.
Ceiba speciosa  fleurit de janvier à mai dans l'hémisphère sud. Ses grandes fleurs, de 10 à 15 cm de diamètre, rappellent celles de l’hibiscus. Elles sont de couleur blanc crème au centre et rose à la périphérie des cinq pétales.
Les fruits se présentent sous la forme de gros œufs (20 cm de diamètre) et contiennent de grosses graines entourées d’une matière cotonneuse et fibreuse.

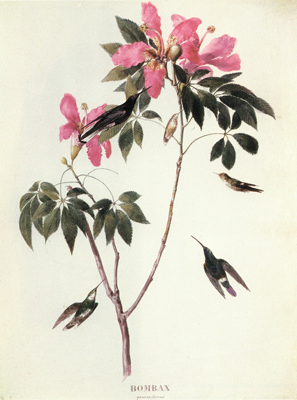
Planche botanique
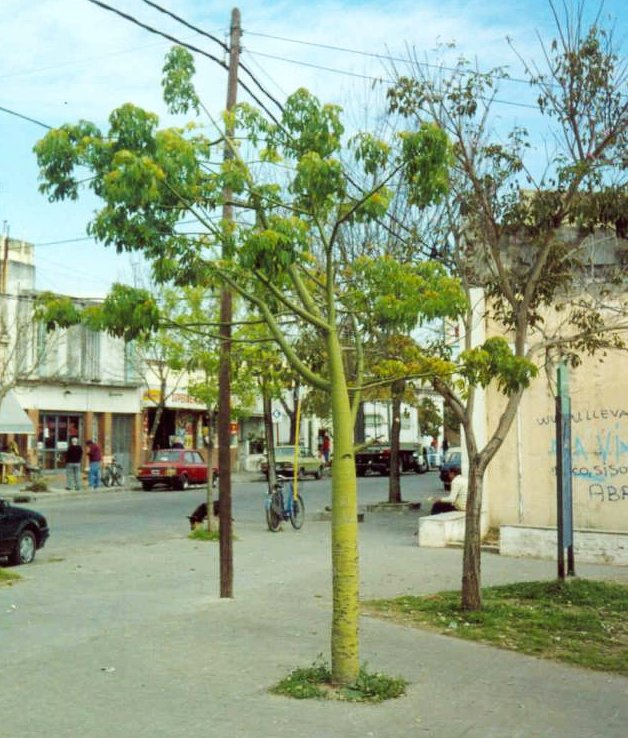
Jeune Ceiba speciosa
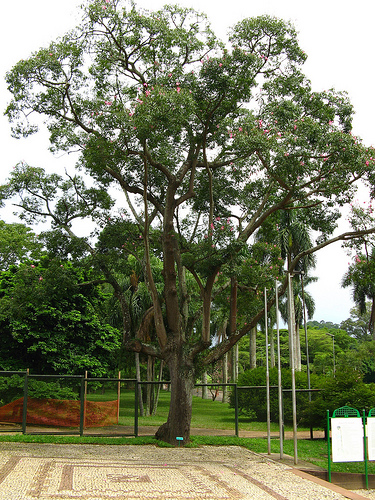
Arbre adulte en fleurs
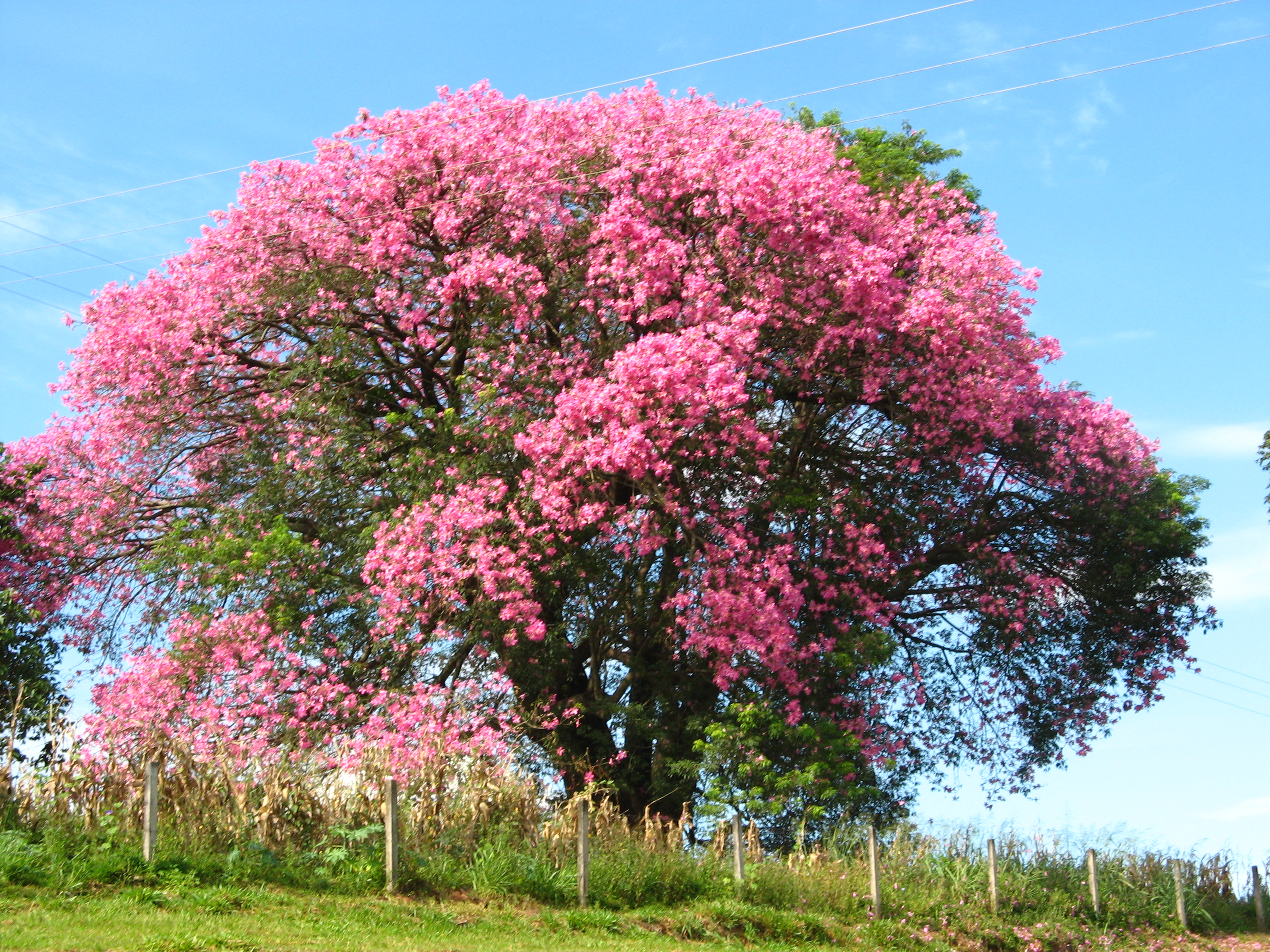
Vieil arbre en pleine floraison
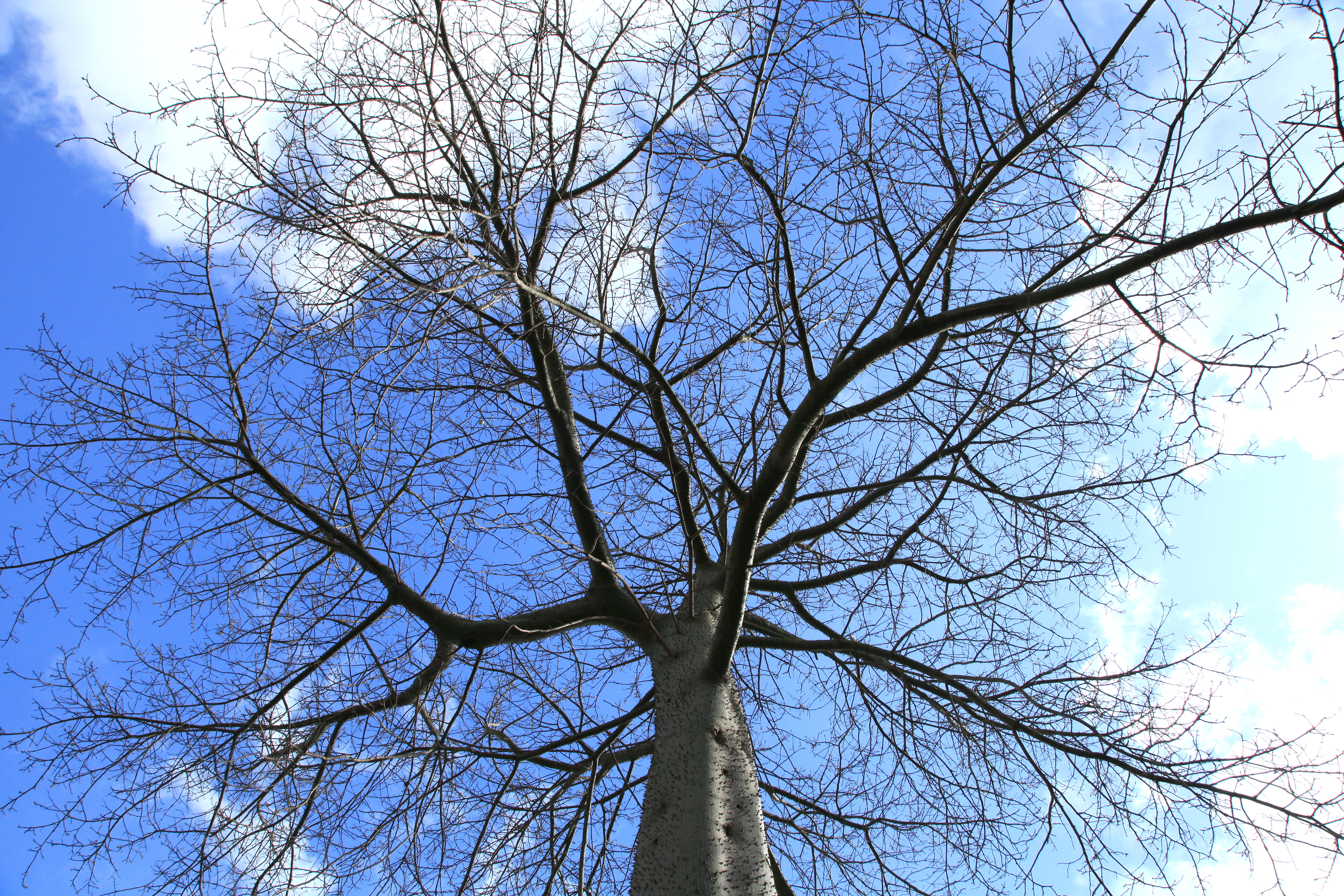
Arbre en hiver
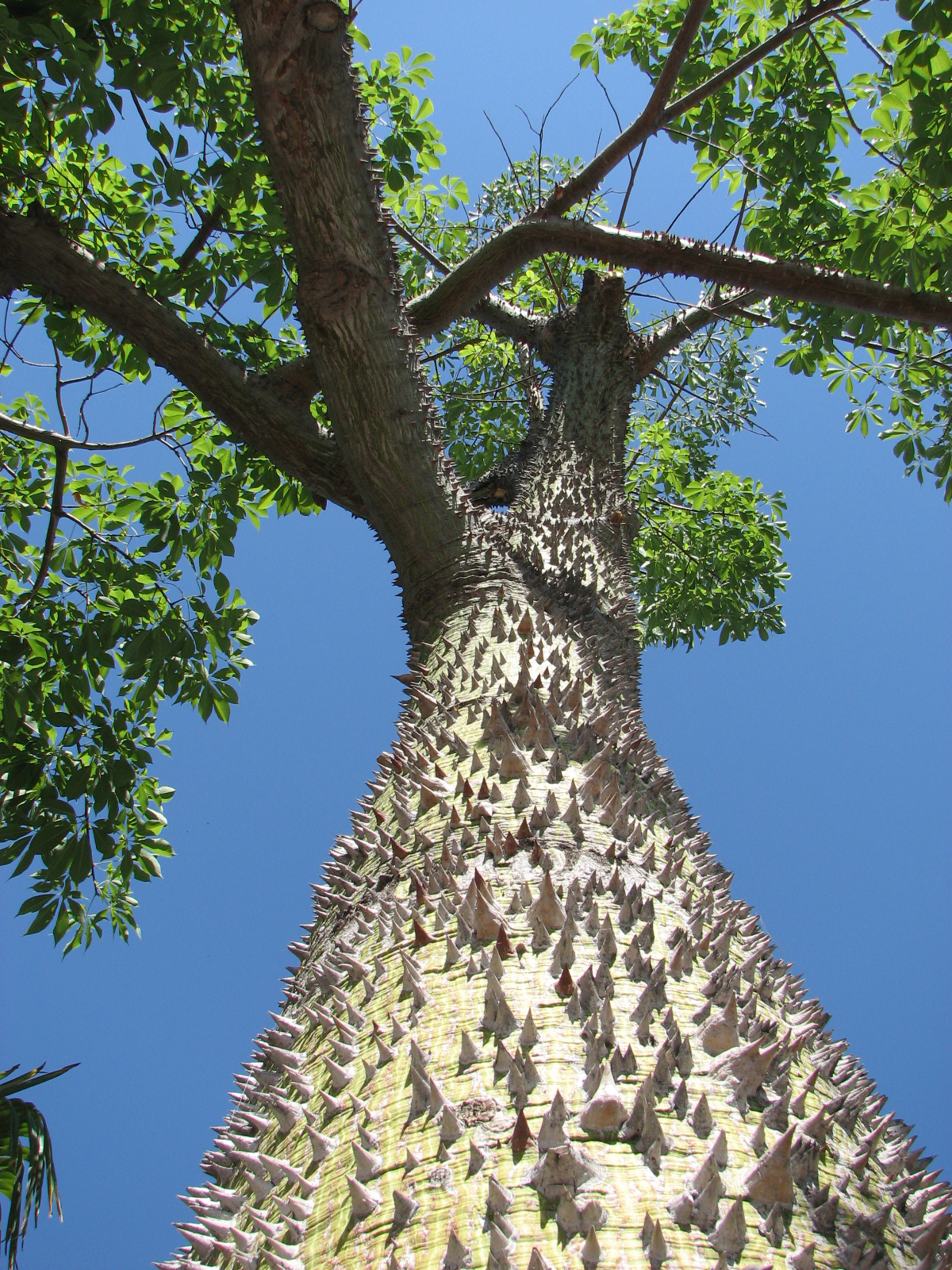
Épines caractéristiques sur le tronc
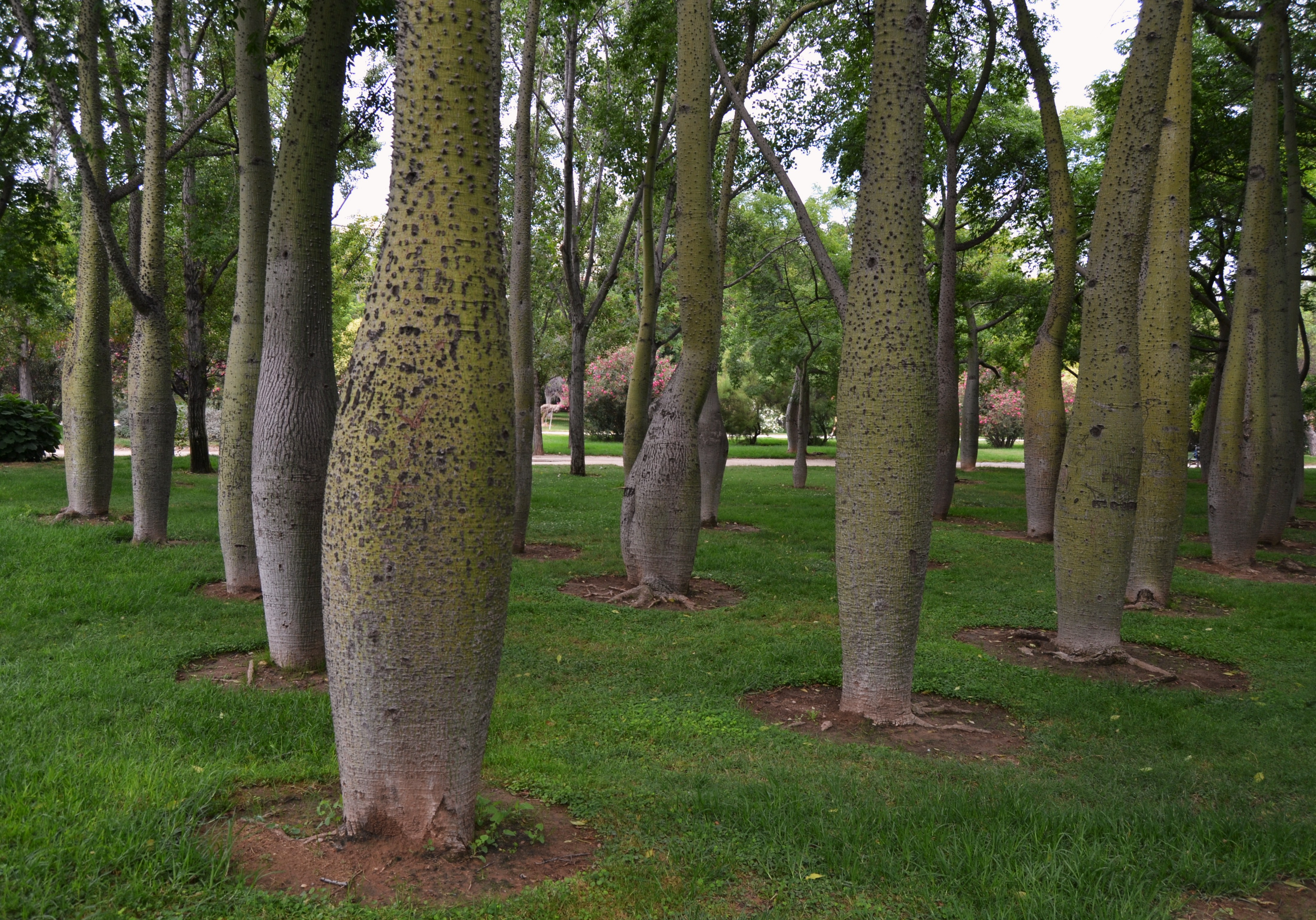
Bases renflées des troncs
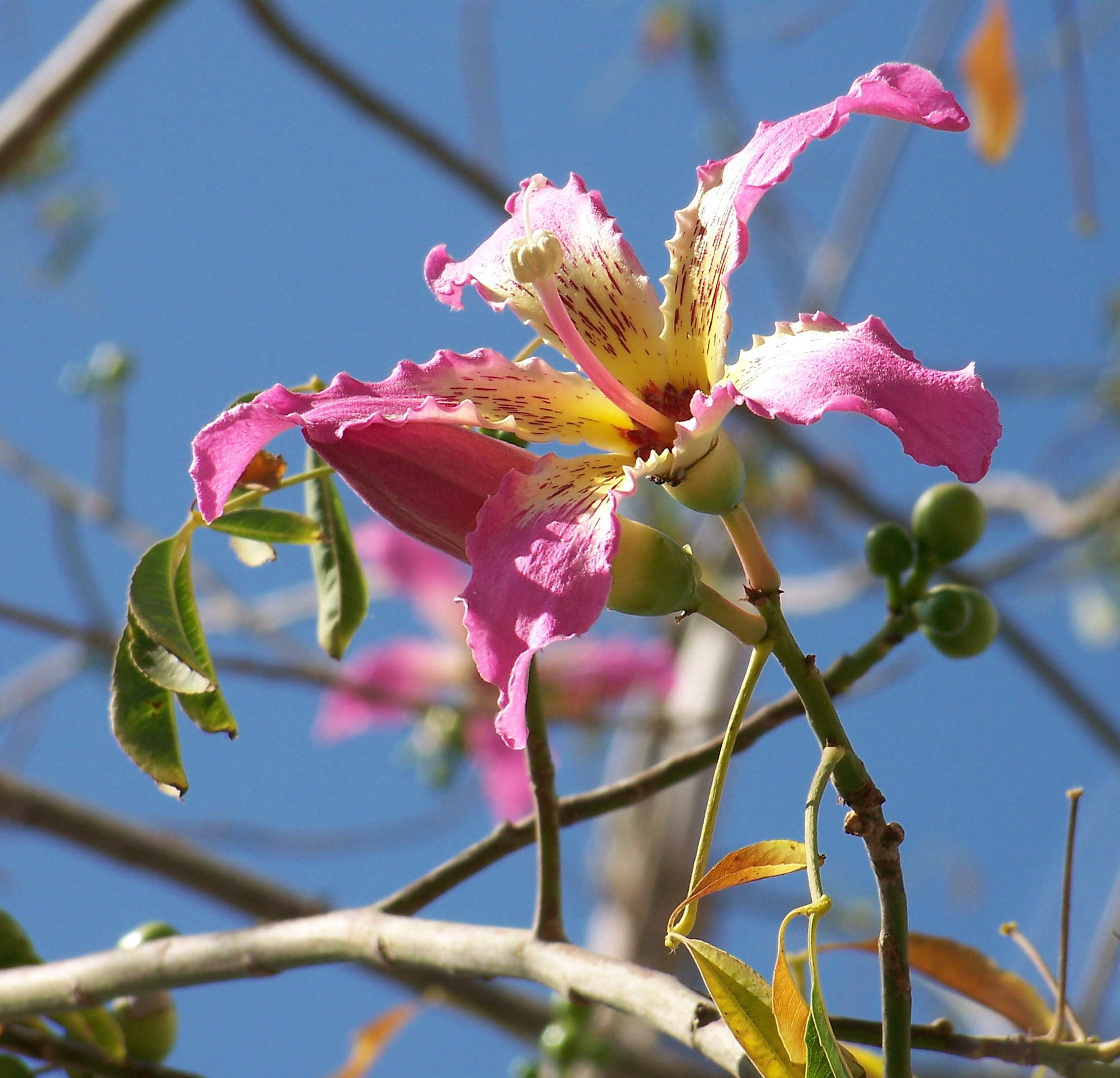
Fleur
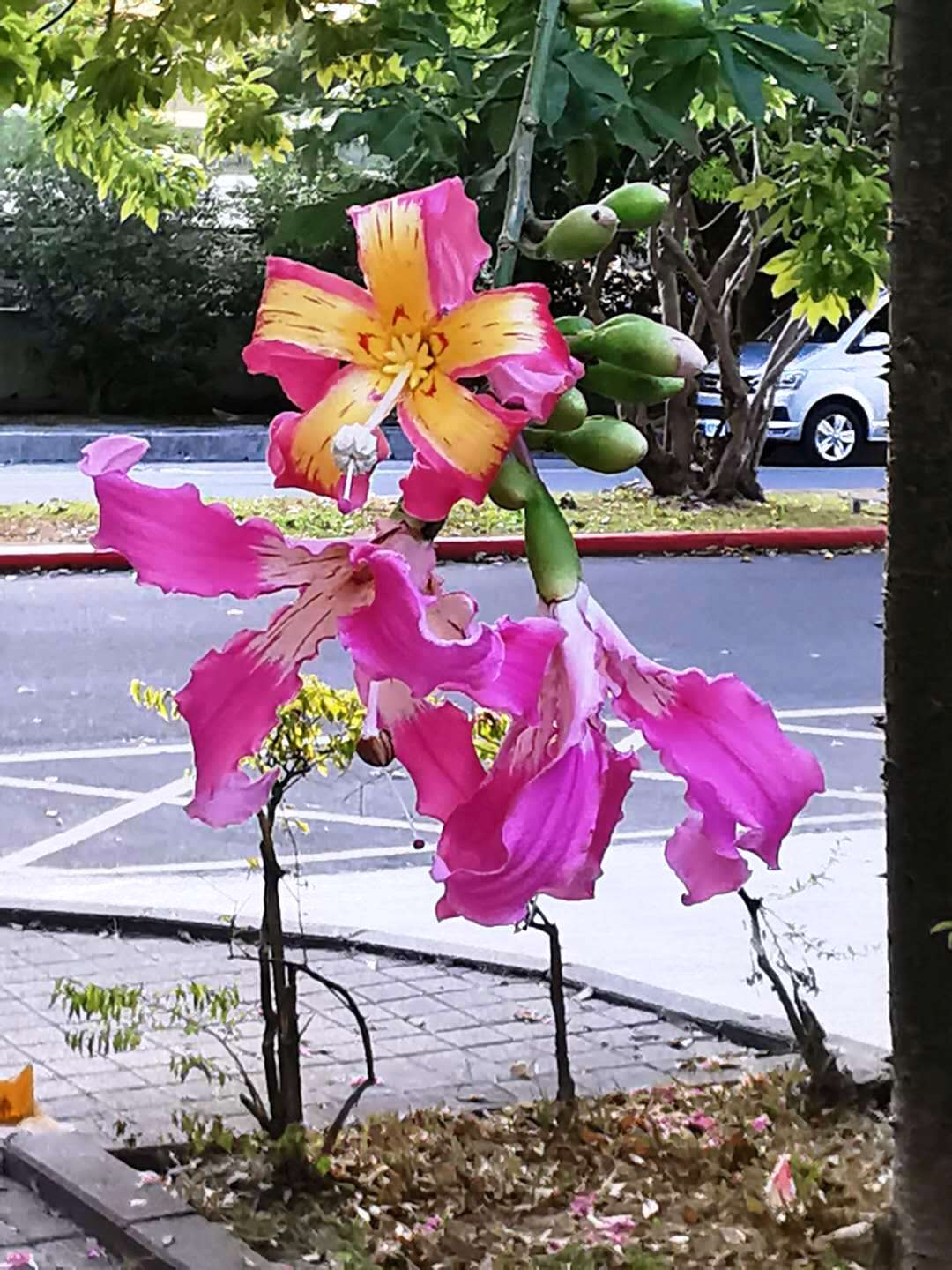
Ceiba speciosa bicolore
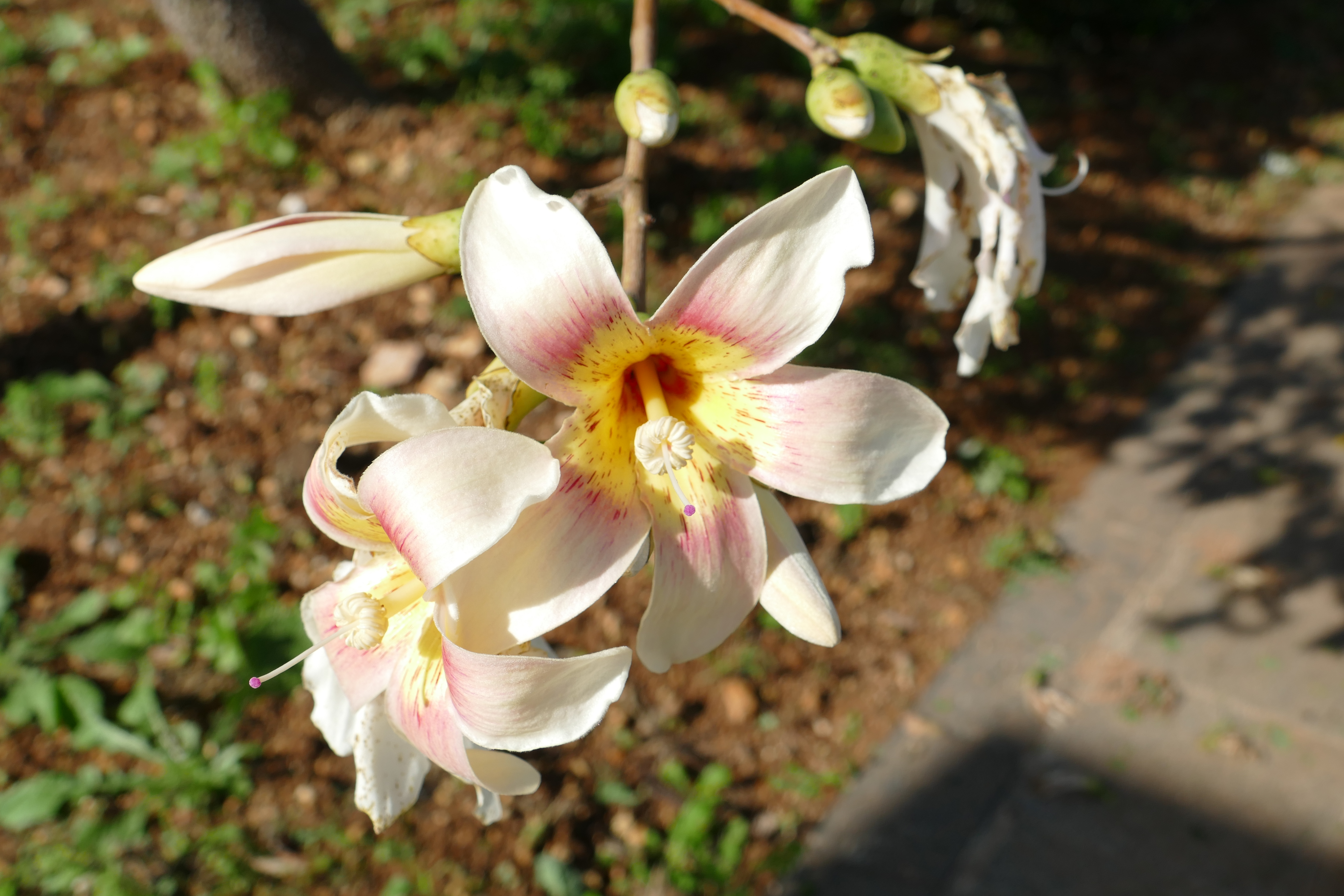
Variété plus claire
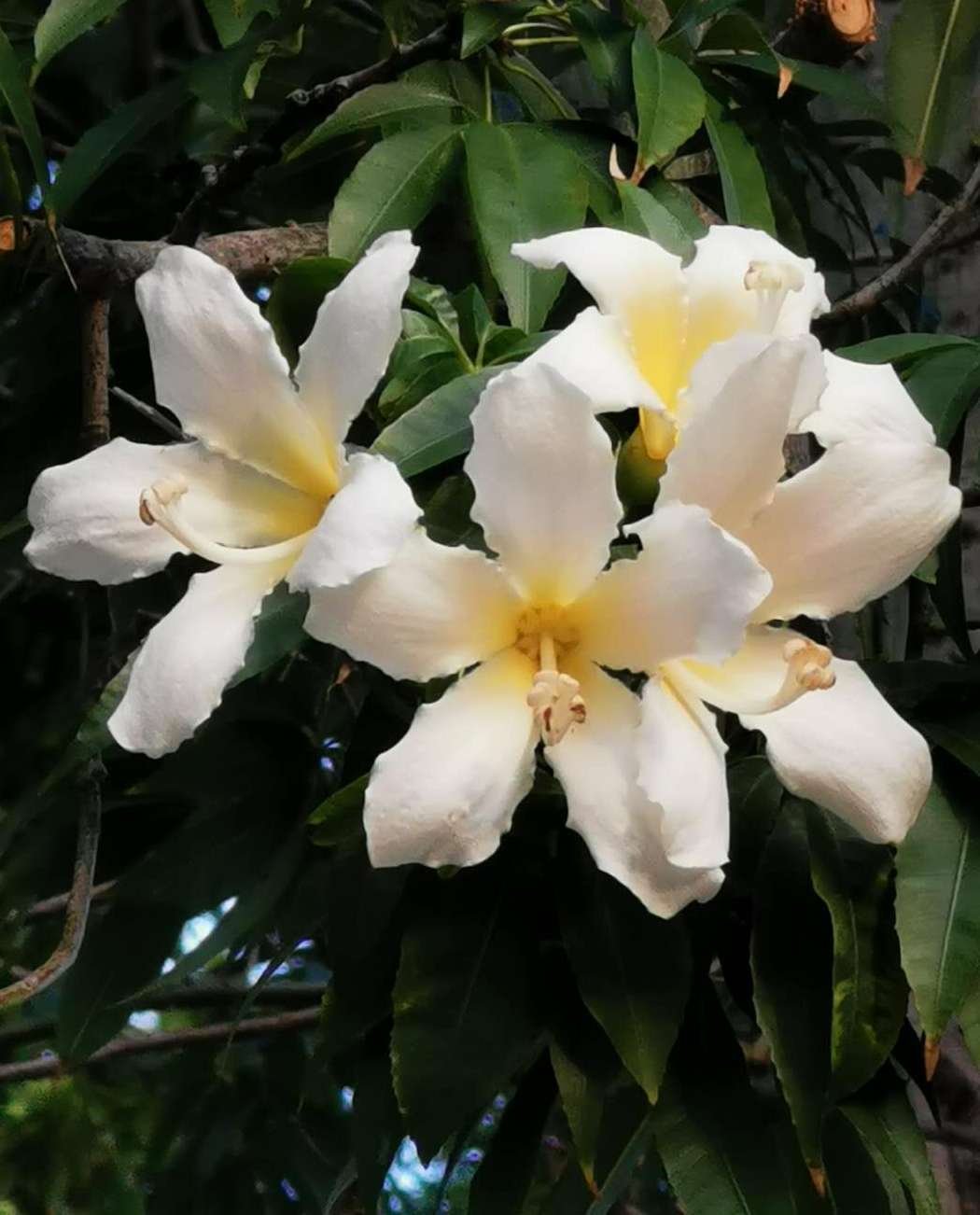
Variété à fleurs blanches
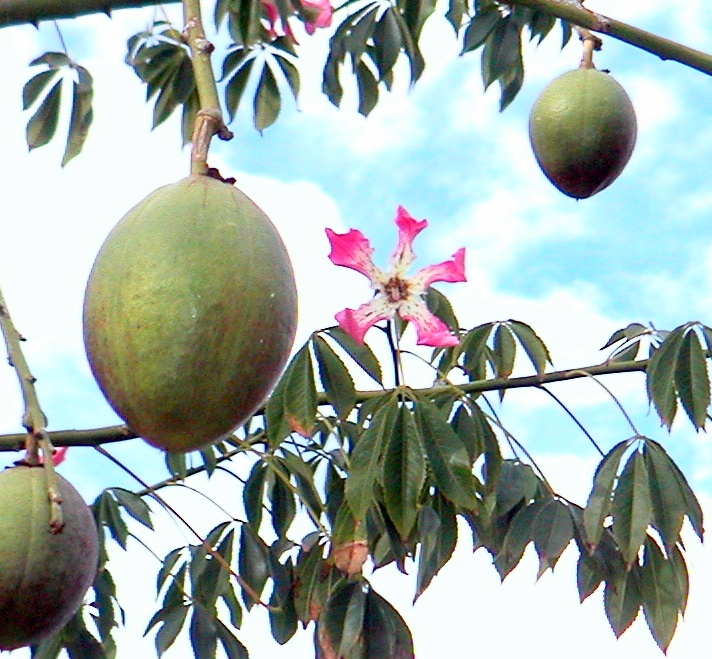
Fruits et fleur
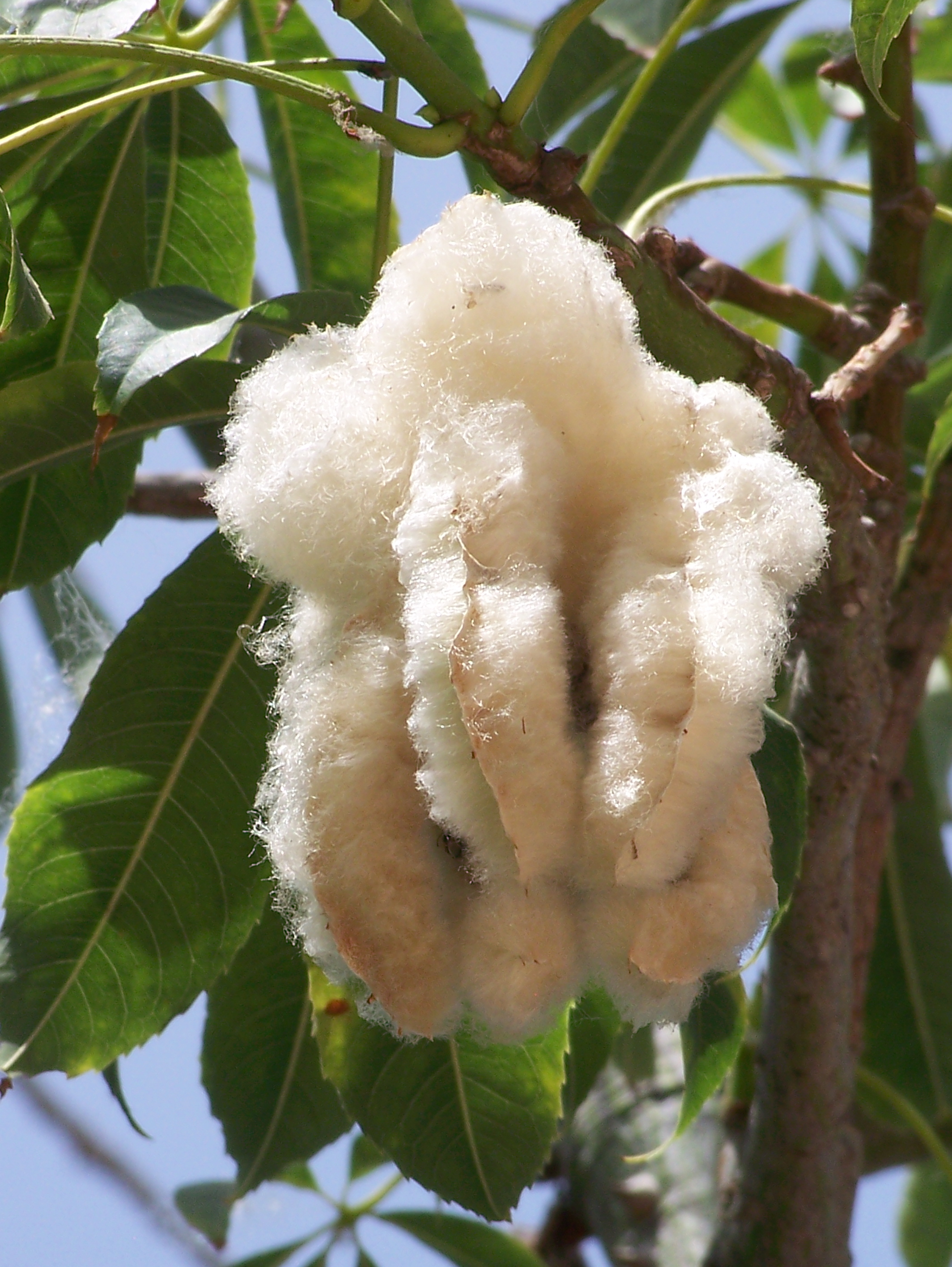
Fruit mûr et ouvert
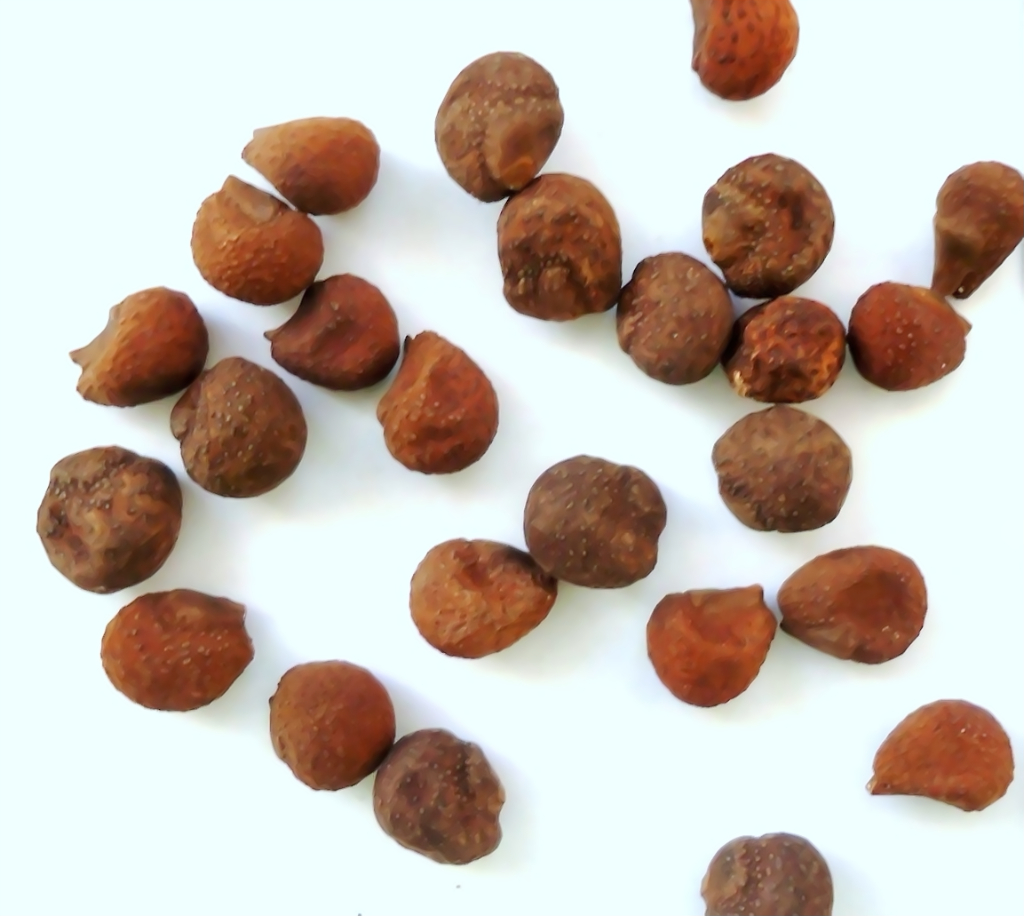
Graines

## Classification
L'espèce a été décrite en 1828 par le botaniste français Auguste de Saint-Hilaire.
En classification phylogénétique APG III (2009), elle est classée dans la famille des Malvaceae.
En classification classique de Cronquist (1981) elle était considérée comme une plante de la famille des Bombacaceae.
Synonymes :
- Bombax aculeatum Vell.[3]
- Bombax aculeatum Vell.[4]
- Ceiba rosea (Seem.) K.Schum.[3]
- Ceiba speciosa (A. St.-Hil.) Ravenna[3]
- Chorisia rosea Seem.[3]
- Chorisia speciosa var. minor Chodat[3]
- Chorisia speciosa var. paraguariensis Hassl.[3]
- Chorisia speciosa A. St.-Hil.[5]
- Chorisia speciosa A.St.-Hil.[4]
- Chorisia speciosa St.-Hil. (préféré par BioLib)[3]
- Spirotheca allenii (Woodson) Cuatrec.[3]
- Spirotheca codazziana Romero[3]
- Spirotheca rhodostyla Cuatrec.[3]
- Spirotheca rimbachii Cuatrec.[3]

## Utilisation
Ceiba speciosa  est surtout cultivé pour ses qualités ornementales, le long des rues d’Amérique du Sud. Son bois peu dense (0,27 g/cm3), mou et flexible, peut être utilisé pour la fabrication de pâte à papier ou de canots.
La matière cotonneuse contenue dans les fruits est parfois utilisée comme produit de rembourrage (coussin) ou comme isolant. Quant à ses graines, on en extrait une huile comestible qui peut aussi être utilisée dans l’industrie.